# Walter Mixa
Walter Johannes Mixa (ur. 25 kwietnia 1941 w Chorzowie) – niemiecki biskup rzymskokatolicki, obecnie biskup senior diecezji augsburskiej.

## Życiorys
27 czerwca 1970 przyjął święcenia kapłańskie z rąk bpa Josefa Stimpfle i został inkardynowany do diecezji w Augsburgu, której Stimpfle był wówczas ordynariuszem. Po wyświęceniu został asystentem przy katedrze dogmatyki nowo utworzonego wydziału teologii katolickiej Uniwersytetu w Augsburgu. Na podstawie pracy o „stawaniu się osobą przez wiarę, nadzieję i miłość według Martina Deutingera” został doktorem teologii. W roku 1975 został miejskim proboszczem w miejscowości Schrobenhausen, a także katechetą w tamtejszych szkołach.
24 lutego 1996 papież Jan Paweł II mianował go biskupem diecezji Eichstätt. 23 marca 1996 przyjął sakrę z rąk abpa Karla Heinricha Brauna, swojego poprzednika na tej stolicy biskupiej. 31 sierpnia 2000, równolegle ze swoimi obowiązkami w diecezji, został mianowany katolickim ordynariuszem polowym Niemiec. 16 lipca 2005 papież Benedykt XVI ustanowił go biskupem diecezji Augsburga, pozostawiając go równocześnie na czele duszpasterstwa wojskowego. Jego ingres do katedry w Augsburgu odbył się 1 października 2005.
W dniu 8 maja 2010 został zmuszony do rezygnacji ze wszystkich zajmowanych stanowisk w związku z oskarżeniami stosowania w przeszłości kar cielesnych i zarzutami pedofilii, przeszedł na emeryturę. W połowie maja 2010 prokuratura w Ingolstadt umorzyła postępowanie wobec Waltera Mixy o molestowanie seksualne nieletnich.